# فارنا (بلغاريا)
ڤارنا أو وارنة (بالبلغارية: Варна) هي ثالث أكبر مدينة بلغارية، بلغ عدد سكانها عام 2006 م حوالي 351,552 نسمة، وهي عاصمة مقاطعة ڤارنا، وبها ميناء مهم بالنسبة بالبلاد يقع في الجهة الشرقية في البحر الأسود.
وقعت عندها معركة ڤارنا، أحد أهم معارك العصور الوسطى عام 1444 م، بين العثمانيين والتحالف الصليبي، وبها النصب التذكاري لمعركة ڤارنا، مَبنيٌّ على هضبة مقبرة قديمة للتراقيين، ويحمل اسم الملك البولوني المقتول في المعركة ڤلاديسلاڤ الثالث.
بها ڤارنا نيكروبولس المعروفة أيضًا باسم "مقبرة ڤارنا"، أحد المواقع التاريخية الهامة على مستوى العالم فيما يختص بعلوم ما قبل التاريخ، بها 294 قبرًا من العصر النحاسي وُجد في بعض منها الكثير من المصوغات الذهبية.
تُعد اليوم مدينة تجذب السياح إليها بفضل منطقة الرمال الذهبية السياحية التي تقع شمال المدينة.

## التاريخ

### عصور ما قبل التاريخ
اشتهرت مستوطنات ما قبل التاريخ بمقبرة نيكروبولس التي تعود إلى العصر النحاسي (منتصف الألفية الخامسة قبل الميلاد، بحسب التأريخ بالكربون المشع)، وهي موقع أثري رئيسي في عصور ما قبل التاريخ في العالم، تحمل اسم ثقافة فارنا وتعتبر أقدم اكتشاف كبير من القطع الأثرية الذهبية في العالم، وكانت موجودة ضمن حدود المدينة الحديثة. في المنطقة الأوسع لبحيرات فارنا (قبل القرن العشرين) والينابيع والكهوف الكارستية المجاورة، اكتُشفت أكثر من 30 مستوطنة من مستوطنات ما قبل التاريخ يعود تاريخ أقدم القطع الأثرية فيها إلى العصر الحجري القديم الأوسط أو قبل 100,000 سنة.

### التراقيون
منذ أواخر العصر البرونزي (13-12 ق.م) كانت المنطقة المحيطة بأوديسوس مأهولة بالتراقيين. خلال القرنين الثامن والتاسع قبل الميلاد، كان للتراقيين المحليين علاقات تجارية وثقافية نشطة مع سكان من الأناضول وثيساليا والقوقاز والبحر الأبيض المتوسط. انعكست هذه العلاقات في بعض المنتجات المحلية، مثل المشابك البرونزية في ذلك العصر، سواء كانت مستوردة أو مصنّعة محليًا. لا شك أن المبادلات غالبًا ما كانت تتم عن طريق البحر، وكان خليج أوديسوس أحد الأماكن التي كانت تتم فيها. يعتبر بعض العلماء أنه خلال الألفية الأولى قبل الميلاد، استوطن المنطقة أيضًا الكيميريون شبه الأسطوريون. من الأدلة على وجودهم، الذي غالبًا ما كان عرضيًا، الجثوى التي يعود تاريخها إلى الفترة ما بين 8 و7 ق.م، والتي وُجدت بالقرب من بيلوغراديتس في مقاطعة فارنا.

### العصور الوسطى
انتقلت السيطرة من أيدي البيزنطيين إلى البلغاريين عدة مرات خلال العصور الوسطى. في أواخر القرن التاسع والنصف الأول من القرن العاشر، كانت فارنا موقعًا لمنسخ رئيسي لمدرسة بريسلاف الأدبية في دير وهبه بوريس الأول الذي ربما استخدمه أيضًا خلوةً رهبانية له. ربما لعب هذا المنسخ دورًا رئيسيًا في تطوير الكتابة الكريلية على يد علماء بلغاريين تحت إشراف أحد تلاميذ القديسين كيرلس وميثوديوس. اقترح كاريل سكوربيل أن بوريس الأول قد دُفن هناك. ربما أثرت الثقافة التركيبية ذات السمات الهلنستية التراقية والرومانية والشرقية الأرمنية والسورية والفارسية التي تطورت حول أوديسوس في القرن السادس في عهد جستينيان الأول، على ثقافة بليسكا-بريسلاف في الإمبراطورية البلغارية الأولى، خاصةً في العمارة والفنون الزخرفية التشكيلية، ولكن ربما أيضًا في الأدب، بما في ذلك العلوم الكريلية. في عام 1201، استولى كالويان على حصن فارنا، الذي كان بين أيدي البيزنطيين آنذاك، في يوم سبت النور باستخدام دبابة، وقام بتأمينه للإمبراطورية البلغارية الثانية.

### معركة فارنا
في 10 نوفمبر 1444، دارت إحدى آخر المعارك الكبرى للحملات الصليبية في التاريخ الأوروبي خارج أسوار المدينة. هزم العثمانيون جيشًا مؤلفًا من 20,000-30,000 صليبي بقيادة لازلو (فلاديسلاف) الثالث ملك بولندا (أيضًا لازلو الأول ملك المجر)، والذي كان قد تجمع في الميناء للإبحار إلى القسطنطينية. هوجم الجيش المسيحي من قبل قوة متفوقة قوامها 55,000 أو 60,000 عثماني بقيادة السلطان مراد الثاني. قُتِل لازلو الثالث في محاولة جريئة لأسر السلطان، ما أكسبه لقب فارننزيك (من فارنا بالبولندية، ويُعرف أيضًا باسم فارناي لازلو بالهنغارية أو فلاديسلاف فارننسيس باللاتينية). جعل فشل الحملة الصليبية على فارنا سقوط القسطنطينية في يد العثمانيين عام 1453 أمرًا حتميًا، وبقيت فارنا (مع بلغاريا بأكملها) تحت السيطرة العثمانية لأكثر من أربعة قرون. يوجد اليوم قبر أجوف (نصب تذكاري) للازلو الثالث في فارنا.

### أواخر الحكم العثماني
كانت فارنا ميناءً رئيسيًا ومركزًا زراعيًا وتجاريًا ومركزًا لبناء السفن للإمبراطورية العثمانية في القرنين السادس عشر والسابع عشر، وحافظت على عدد كبير من السكان البلغار الناشطين اقتصاديًا، وأصبحت فارنا فيما بعد إحدى الحصون الرباعية (بالإضافة إلى روسه وشومن وسيليسترا) التي فصلت دبروجة عن بقية بلغاريا واحتوت روسيا في الحروب الروسية التركية. استولى الروس على المدينة مؤقتًا في عام 1773 ومرة أخرى في عام 1828، بعد حصار فارنا المطول، وأعادوها إلى العثمانيين بعد ذلك بعامين بعد هدم الحصن الذي يعود إلى القرون الوسطى.

## الاقتصاد
من الناحية الاقتصادية، تعد فارنا من بين أفضل المدن البلغارية أداءً وأسرعها نموًا. في عام 2016 بلغ معدل البطالة 3.5% ومتوسط الراتب نحو 900 ألف ليرة بلغارية (450 يورو) شهريًا. يعتمد الاقتصاد على الخدمات، إذ أن 61% من صافي الإيرادات تأتي من التجارة والسياحة و16% من التصنيع و14% في النقل والاتصالات و6% في البناء. تعد الخدمات المالية مزدهرة، وخاصةً الخدمات المصرفية والتأمين وإدارة الاستثمار والتمويل العقاري. اعتبارًا من ديسمبر 2008، لم تكن تداعيات الأزمة المالية العالمية قاسية بعد. تعد المدينة الوجهة الشرقية لممر عموم أوروبا رقم 8 وترتبط بالممرين 7 و9 عبر روسه. تشمل الصناعات الرئيسية تقليديًا النقل (نافيبولغار وميناء فارنا ومطار فارنا) والتوزيع (مستودع لوجيستيكس بارك فارنا) وبناء وإصلاح السفن والصناعات البحرية الأخرى.

## توأمة
لفارنا اتفاقيات توأمة مع كل من:
- طشقند
- آلبورغ (1976 - )
- سارنده
- Shëngjin [الإنجليزية]‏
- أمستردام
- العقبة
- برشلونة
- بايبورت
- دوردريخت
- جنوة
- هامبورغ
- كافالا
- خاركيف
- ليفربول
- ليون
- بلدية مالمو [الإنجليزية]‏ (1987 - )[21]
- ميديلين
- ممفيس
- ميامي
- نوفوسيبيرسك
- أوديسا (1992 - )[22]
- بيرايوس
- روستوك (1966 - )
- سانت بطرسبرغ
- ستافانغر
- سيجد
- توركو
- Vysoké Mýto [الإنجليزية]‏
- فيلز
- سورابايا (1 ديسمبر 2010 - )
- واشنطن [الإنجليزية]‏
- Aalborg Municipality [الإنجليزية]‏ (1976 - )

## أعلام
- زيفكو غوسبودينوف
- فلاديسلاف الثالث
- إيفان إيفانوف
- فيليب كيركوروف
- كوستا تودوروف
- فيكتوريا غورغيفا
- لوثار كولاتز
- فريتز زفيكي
- دانيال بتروف
- إيليتسا يانكوفا